# 上天津駅
上天津駅（かみあまづえき）は、かつて京都府福知山市上天津にあった北丹鉄道の駅（廃駅）である。

## 歴史
当駅は1923年（大正12年）、北丹鉄道の開業に合わせて開設された。なお、北丹鉄道は1971年（昭和46年）3月に営業を休止し、そのまま1974年（昭和49年）2月末に廃止許可、当駅もこの時に廃止された。

### 年表
- 1923年（大正12年）9月22日：北丹鉄道の福知山 - 河守間開業に伴い、天田郡下川口村に開業[2][3]。
- 1953年（昭和28年）9月25日：台風13号による水害のため17日間の営業休止となる[4]。その後、当駅を含む福知山 - 下天津間で折り返し運転を開始[4]。
- 1954年（昭和29年）7月28日：水害復旧により全線営業再開となる[4]。
- 1961年（昭和36年）9月8日：第2室戸台風による水害のため47日間の営業休止となる[4]。
- 1971年（昭和46年）3月1日：北丹鉄道が営業休止[5]、当駅も休止となる[2]。
- 1974年（昭和49年）2月28日：北丹鉄道が廃止許可[5]、当駅も廃駅となる[2]。

## 駅構造
上天津駅はホームが地面に接して置かれる地上駅であった。ホームは1面。当初は停車場（転轍器のある駅）だったが、北丹鉄道の途中駅の側線は戦後に撤去され、廃止前には停留場（転轍器のない駅）となっていた。駅員は配置されていない無人駅である。

## 駅周辺
駅があった場所は福知山市立天津小学校（公立小学校の統廃合により廃校。現：S-LAB（））のすぐ南にあたり、周辺は田園地帯となっている。駅の遺構は何も残っていない。当駅と下川駅の間には牧川が流れており、北丹鉄道では一番長い牧川橋梁（約100メートル）が架かっていたが、河川は改修され橋梁の跡も失われている。
下川駅から当駅までの線路跡は整備され、福知山市道広小路勅使線となった。いっぽう当駅から下天津駅方面に向かう線路は国道175号沿いに伸びていたが、その跡は国道と由良川に挟まれた藪になっている。

## 隣の駅
北丹鉄道
北丹鉄道線
下川駅 - 上天津駅 - 下天津駅